# Anga prästänge
Anga prästänge este o arie protejată (arie specială de conservare — SAC, sit de importanță comunitară — SCI) din Suedia întinsă pe o suprafață de 2 ha, integral pe uscat.

## Localizare
Centrul sitului Anga prästänge este situat la coordonatele 57°28′37″N 18°42′31″E / 57.4769°N 18.7086°E.

## Înființare
Situl Anga prästänge a fost declarat sit de importanță comunitară în ianuarie 2002 pentru a proteja un număr necunoscut de specii din flora spontană și fauna sălbatică aflate în arealul zonei. Situl a fost protejat și ca arie specială de conservare în martie 2011.

## Biodiversitate
Situată în ecoregiunea boreală, aria protejată conține 1 habitat natural: Pajiști din zone de pădure fino-scandinave.
La baza desemnării sitului se află un număr nedeclarat de specii protejate.